# Raimund Siegl

Raimund Siegl

Raimund Siegl (* 30. August 1906 in Iglau; † 26. Oktober 1946 ebenda im Gefangenenlager) war ein sudetendeutscher Politiker (SdP, später NSDAP).

## Leben und Wirken
Siegl besuchte die Volksschule und anschließend das Gymnasium in seiner Heimatstadt. Nach der Ablegung der Reifeprüfung für das Lehramt an Volksschulen studierte er an der Karl-Ferdinands-Universität in Prag die Fächer Geschichte und Geografie. Nachdem er die Lehramtsprüfung für Mittelschulen bestanden hatte, unterrichtete er an Volks- und Bürgerschulen.
Im Rahmen der Volkstumsarbeit und Turnerschaft aktiv begann er sich für die SdP zu engagieren und übernahm die Geschäftsführung der Landwirtschaftlichen Kanzlei und der Sudetendeutschen Bauernschaft. Schließlich wurde er Schulungsleiter der Partei in Iglau. Im Zuge der Zuspitzung der Sudetenkrise schloss er sich im Herbst 1938 dem Sudetendeutschen Freikorps an. Anschließend unterrichtete er an der Fortbildungsanstalt in Znaim. Von März 1939 bis zum Ende des Zweiten Weltkrieges im Mai 1945 war Siegl Kreisleiter des NSDAP-Kreises Iglau. Innerhalb der SS wurde er bis zum  Hauptsturmführer befördert (SS-Nummer 338.456). Am 25. April 1939, nach dem deutschen Einmarsch in die sogenannte Rest-Tschechei, trat Siegl als Abgeordneter für die Deutschen im Protektorat Böhmen und Mähren in den nationalsozialistischen Reichstag ein, dem er bis zum Ende der NS-Herrschaft angehörte.
Nach Kriegsende befand sich Siegl in einem Gefangenenlager in Iglau, wo er umkam.